# Consolda menor
La consolda menor o mill bord (Symphytum tuberosum) és una espècie de planta del gènere Symphytum amb flors de color groc pàl·lid. De distribució eurosiberiana, que es pot trobar a totes les províncies dels Països Catalans, en zones ombrívoles de boscs de ribera i caducifolis humits en sòls rics en nutrients. La infusió de les seves arrels aplicada en compreses té propietats cicatritzants i ajuda a la regeneració dels teixits.

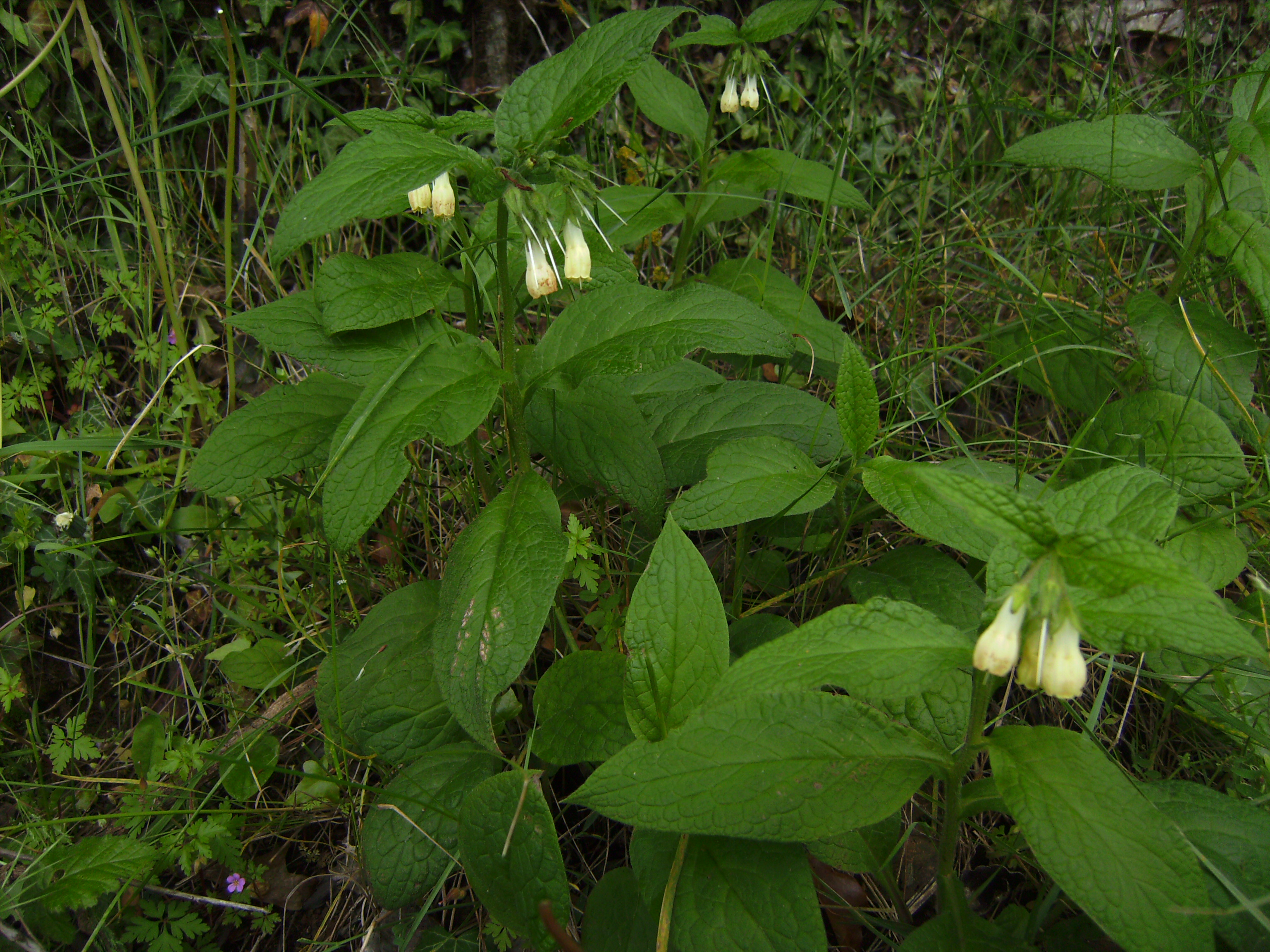
Planta florida al maig

És una herba perenne de deu a seixanta centímetres, de fulles amples però fines, ovalades o lanceolades, que acaba en una inflorescència allargada sense bràctees. Floreix de març a juny. Les flors són tubuloses, que són de color groc i amb el tub de la corol·la obstruït per cinc xicotetes escates i sobrepassat per l'estil, es disposen en cimes escorpioides.

## Usos
Es tracta d'una herba considerada medicinal l'arrel de la qual s'usa com a astringent, calmant, regenerador cutani i cicatritzant; en infusió per a beure (uns 3 a 4 grams per got d'aigua) o per a ús extern en compresses (usant uns 150 grams d'arrel per a cada litre d'aigua). 
S'aconsella no prendre-la de forma continuada i es considera contraindicada durant l'embaràs o en persones amb insuficiència hepàtica.